# Kłecko
Kłecko is een stad in het Poolse woiwodschap Groot-Polen, gelegen in de powiat Gnieźnieński. De oppervlakte bedraagt 9,61 km², het inwonertal 2712 (2005).